# Sitia
Sitia (řecky: Σητεία ) je přístavním městem na Krétě v regionální jednotce Lasithi v Řecku.

## Historie
První osídlení v místech dnešního města se datuje ještě před mínojským obdobím. Vykopávky v blízém městě Petras objevily architektonické pozůstatky pravděpodobně z konce neolitu okolo roku 3 000 př. n. l. a dále z doby bronzové 3 000 - 1 500 př. n. l..

### Benátské období
Město bylo později rozšířeno a opevněno Benátčany, kteří jej použili jako základnu operací ve východním Středomoří. Během okupace bylo město zničeno celkem třikrát. Poprvé při zemětřesení v roce 1508, podruhé při pirátském útoku v roce 1538 a nakonec Benátčany sami v roce 1561. Nakonec byla Sitia dobyta Osmanskou říší. V období Benátského vlivu byla ve městě postavena pevnost Kazarma.

### Novodobé období
Po odchodu Benátčanů z Kréty, město bylo opuštěné po dvě století, než to bylo obnoveno zemědělci v roce 1869.

## Turistické cíle v okolí
- Vai - pláž a les (největší přírodní palmový les v Evropě)[2]
- Moni Toplou - klášter z 15. století
- Kazarma - pevnost ze 13. století ve městě Sitia [3]
- Soutěska Richtis[4] s vodopádem
- Kató Zakros - ruiny mínojského paláce z roku okolo 1900 př. n. l.